# Vilgeforte
Santa Vilgeforte, também conhecida como Liberata (Lusitânia, c. 119 — c. 139), segundo a tradição católica, foi uma infanta lusitana condenada à crucificação por professar a fé cristã. 
Sua hagiografia afirma que ela teria conseguido se livrar de um casamento arranjado, fato pelo qual tornou-se padroeira das mulheres mal casadas. No entanto, sua história é considerada lendária, tendo sido mencionada pela primeira vez no século XIV.

## História

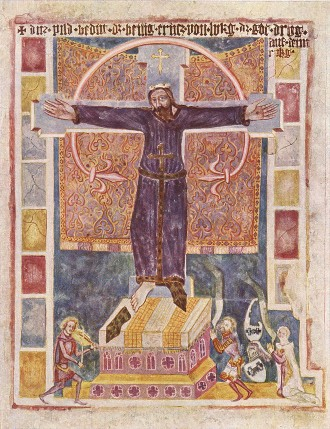
Uma das retratações medievais do martírio de Vilgeforte

Segundo lendas, Vilgeforte teria nascido no antigo território romano da Lusitânia, parte do qual corresponde parcialmente a Portugal. Ela havia de ter sido uma infanta, tendo sido educada na fé cristã pelo bispo Santo Ovídio. Vilgeforte era uma das irmãs de Santa Quitéria e Santa Marinha.
Seu pai, um rei pagão, haveria de lhe ter arranjado um noivo, este também pagão. No entanto, por ser cristã em secreto, ela teria professado em privado seu voto de manter a virgindade em nome de sua fé. Para impedir o casamento indesejado, ela pôs-se em oração para que Cristo a tornasse fisicamente repugnante a fim de que ela pudesse ser apenas dele. Em resposta às suas orações, no dia seguinte ela acordou com barba, o que fez com que seu noivo fugisse espantado. O pai, furioso ao ter descoberto os planos de Vilgeforte, ordenou que ela fosse crucificada.

### Vilgeforte e o violinista
Vilgeforte é frequentemente retratada dando um de seus sapatos para um devoto violinista. Esta iconografia deriva de uma lenda acerca de um sapato de ouro que adornava uma de suas estátuas. Este teria caído espontaneamente para um peregrino pobre, enquanto este lhe tocava o instrumento como forma de devoção. Segundo conta a história, o violinista foi injustamente condenado à morte por supostamente ter roubado a imagem. Como último desejo, pediu que pudesse tocar pela última vez à estátua. Para o espanto de todos, a estátua lhe jogou novamente o sapato, como forma de provar a inocência do peregrino.

## Relação com oVolto Santo

A crucificação de Santa Vilgeforte por Hieronymus Bosch (1497)

Os historiadores de arte  defendem que o culto à Vilgeforte teria se originado com base em imagens de Jesus crucificado que foram pintados no estilo oriental, como a Santa Face de Luca (em italiano:  Volto Santo di Lucca), uma figura originalmente esculpida em madeira no século XI (que foi substituída por uma cópia do século XIII) com o rosto barbado, vestindo uma túnica comprida semelhante a um vestuário feminino, ao invés da tradicional tanga. Durante a Idade Média era comum representar Cristo crucificado trajado de túnica coroa, no entanto ela deixou de ser utilizada entre os séculos XI e XII. Deste modo, a teoria conclui que, quando a composição foi adotada e levada em pequenas cópias ao norte dos Alpes pelos peregrinos e comerciantes, a imagem bizantina de Jesus, até então desconhecida pela maioria das pessoas, levou os habitantes da Europa Setentrional a desenvolverem uma narrativa para explicar o ícone andrógino. Algumas imagens antigas de Cristo crucificado foram reprojetadas para criar Vilgeforte, e as novas imagens destinavam-se a representar claramente a santa criada, com trajes femininos e seios. Alguns investigadores  argumentam que algumas imagens de Cristo na cruz já incluíam alusões deliberadas a uma figura andrógina por razões teológicas.

### Outros nomes
Algumas referências indicam que o seu nome provém do alto-alemão antigo heilige Vartez (santa face). Uma tradução do italiano Volto Santo, e outras referências indicam que teria se originado do latim virgo fortis (virgem forte).
Na Inglaterra, ela é conhecida como Uncumber (não oprimida). Em neerlandês como Ontkommer (libertada), e em alemão como Kümmernis (aflita ou ansiosa). Na Itália e Galiza é conhecida por Liberata (liberta). Na Espanha, Argentina e Panamá por Librada (livrada). Em francês como Débarras (libertada), e em inglês como Wilgefortis.

## Veneração

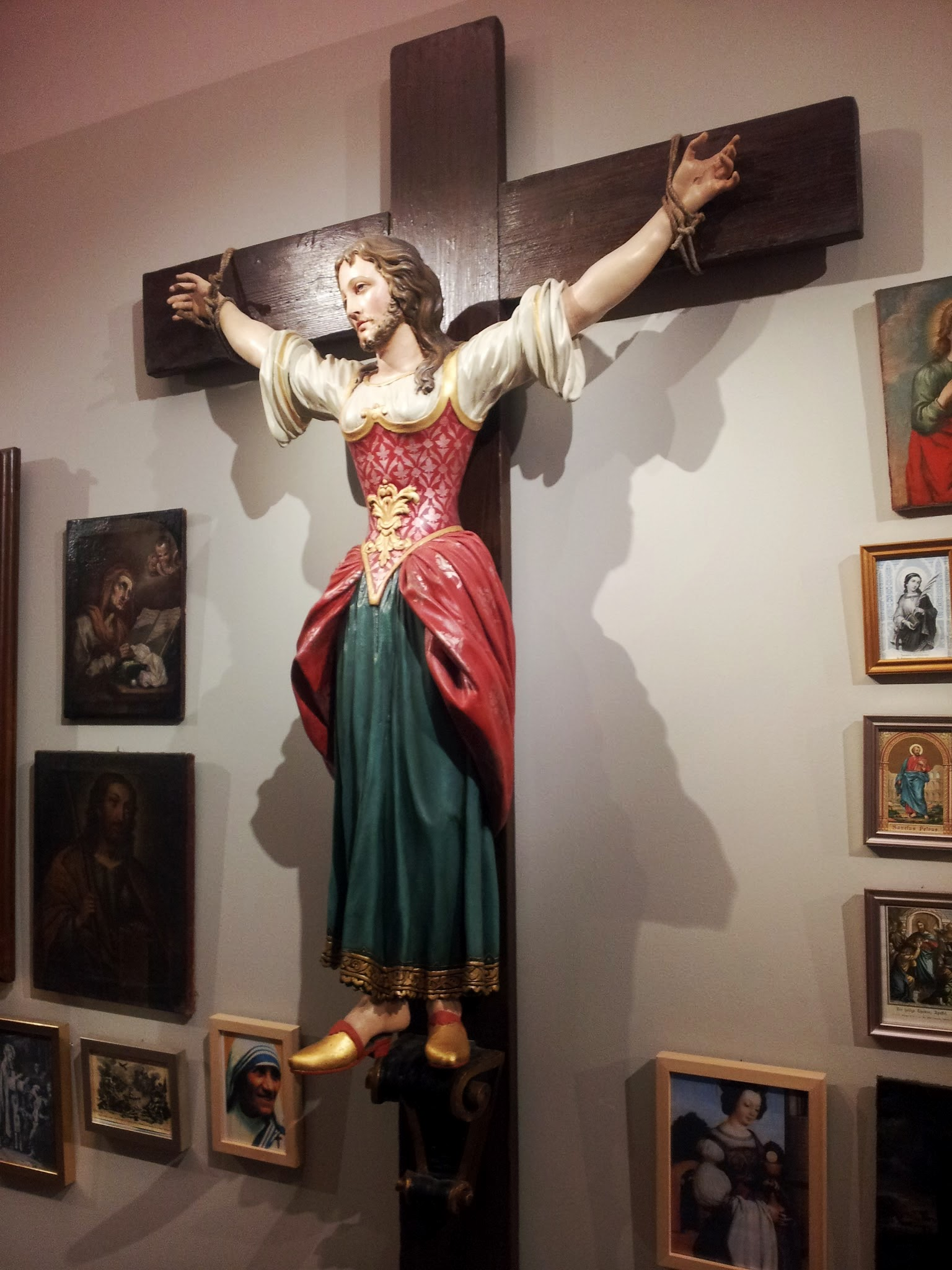
Santa Vilgeforte no Museu Diocesano de Graz, na Áustria

A popularidade do culto no período final da Idade Média foi associada à Devotio Moderna e às tendências relacionadas com a devoção medieval, onde a meditação intensa e a identificação com os sofrimentos de Cristo foram encorajadas em obras como A Imitação de Cristo de Tomás de Kempis, publicada no século XV.
A vida de Vilgeforte tornou-se conhecida na Europa Setentrional até o final do período gótico, onde há uma escultura de Vilgeforte segurando uma cruz, exposta na Capela de Henrique VII, na Abadia de Westminster. Ela também é retratada num tríptico pintado por Hans Memling. A veneração por Vilgeforte caiu em declínio no final do século XVI, após ter sido popular em todo o século XV e início do século XVI. Aos poucos, a representação da "mulher barbada" também desapareceu da arte erudita. No entanto, a lenda permaneceu popular até o século XX, especialmente na Baviera e Áustria, bem como no norte da França e Bélgica. Na Igreja de Santo Estêvão em Beauvais, há uma estátua de Vilgeforte esculpida em madeira durante o século XVI.